# Време за реакция (техника)
Време за реакция в техниката е времето, което е необходимо на една система или функционален възел да реагират при подаден на входа им сигнал.

## Обработка на данни
При обработката на данни времето за реакция, възприемано от крайния потребител, е интервалът между момента, в който операторът въведе запитването си на терминала и момента, в който получи отговор от компютъра. В телекомуникациите времето за реакция е интервалът между края на полученото съобщение за запитване и началото на предаване на отговора към станцията, от която е дошло запитването.

## Системи, работещи в реално време
В тези системи времето за реакция е интервалът между дефинирането на задачата и момента, когато задачата реално е изпълнена. То може да бъде различно от максимално време за изпълнение (Worst-case execution time) или краен срок за изпълнение (deadline).

## Дисплеи
При дисплеите и мониторите времето за реакция е времето, за което един пиксел преминава от една към друга стойност и се измерва в милисекунди (ms). По-малките стойности означават по-бърз преход и следователно – по-малко видими недостатъци на образа при бързи промени.
При телевизорите с кинескоп времето за реакция е кратко, както и при плазмените дисплеи. При по-старите течно-кристални дисплеи обаче при бързо движение на образа се получавало замазване на образа и втори образ (или „призрак“ на английски: ghosting. По тази причина те не са подходящи за бързи компютърни и видео игри. За видеоигрите е необходимо време за реакция поне 16 ms, а когато то е под 10 ms човешкото око вече трудно възприема разликите. 
Съвременните LCD монитори вече са със значително подобрено време за реакция – типично 8 до 16 ms за превключване черно-бяло-черно или 2 до 6 ms за сиво-сиво. Стандартът ISO се отнася за превключване черно-бяло-черно, докато на практика често се използва преходът сиво-сиво. Напоследък се появиха много технологии за подобряване на времето за реакция . Например RTC (на английски: Response Time Compensation / overdrive technologies) позволява значителни подобрения и силно намалява времето за превключване сиво-сиво. Съкратените означения на тези времена са GTG (или G2G на английски: grey-to-grey) или „GLRT“ (на английски: Gray Level Response Time). Различните RTC технологии са наричани по различен начин от производителите: ClearMotiv (Viewsonic), AMA (BenQ), MagicSpeed (Samsung) и ODC (LG/Philips) са само някои примери.